# Цімане
Цімане (чімане) — індіанський народ, що проживає в Болівії, муніципалітет Сан-Борха, провінція Мохос, муніципалітет Рурренабаке та Санта Ана дель Якума (департамент Бені). Проживають в основному на території цімане (Territorio del Consejo T'simane) та заповідника Пілон Лаяс. Загальна чисельність згідно з переписом 2012 року становила 6464 людей. Найближчими з мовного погляду є індіанці мосетен.
Цімане займаються переважно натуральним сільським господарством — підсічно-вогневим методом, вирощують маніок та банани, також полюванням та риболовлею.
Інші назви цімане — Achumano, Chamano, Chimane, Chimanis, Chimanisa, Chimnisin, Chumano, Nawazi-Moñtji, Ramano.
Мови невеликої групи мосетен-цімане часто науковці вважають за мовний ізолят.